# Фредерик-Фонтен
Фредери́к-Фонте́н (фр. Frédéric-Fontaine) — коммуна во Франции, находится в регионе Франш-Конте. Департамент — Верхняя Сона. Входит в состав кантона Шампанье. Округ коммуны — Люр.
Код INSEE коммуны — 70254.

## География
Коммуна расположена приблизительно в 350 км к юго-востоку от Парижа, в 65 км северо-восточнее Безансона, в 36 км к востоку от Везуля.

## Население
Население коммуны на 2010 год составляло 264 человека.
| 1962 | 1968 | 1975 | 1982 | 1990 | 1999 | 2010 |
| ---- | ---- | ---- | ---- | ---- | ---- | ---- |
| 163  | 162  | 183  | 188  | 190  | 182  | 264  |

## Экономика
В 2010 году среди 155 человек трудоспособного возраста (15—64 лет) 121 были экономически активными, 34 — неактивными (показатель активности — 78,1 %, в 1999 году было 67,0 %). Из 121 активных жителей работали 111 человек (58 мужчин и 53 женщины), безработных было 10 (3 мужчины и 7 женщин). Среди 34 неактивных 12 человек были учениками или студентами, 13 — пенсионерами, 9 были неактивными по другим причинам.

## Фотогалерея

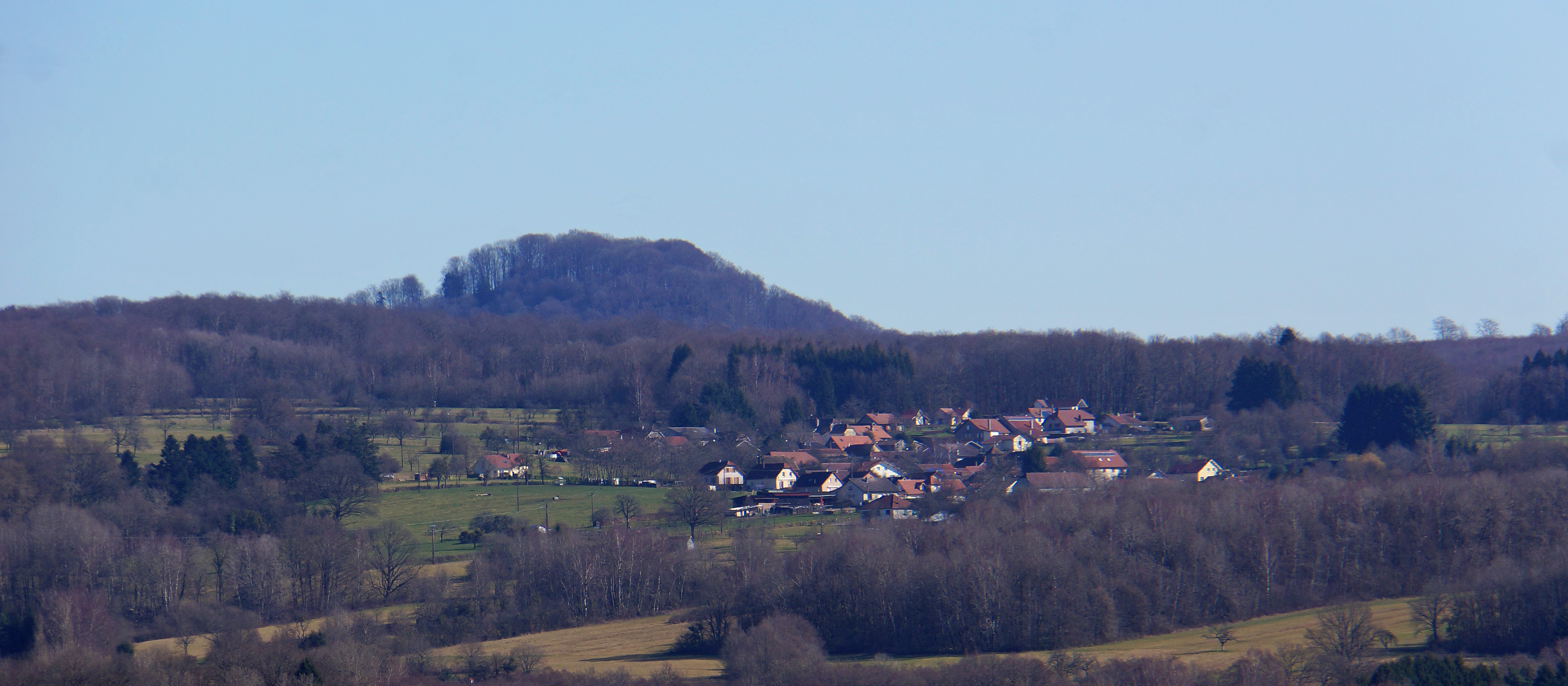
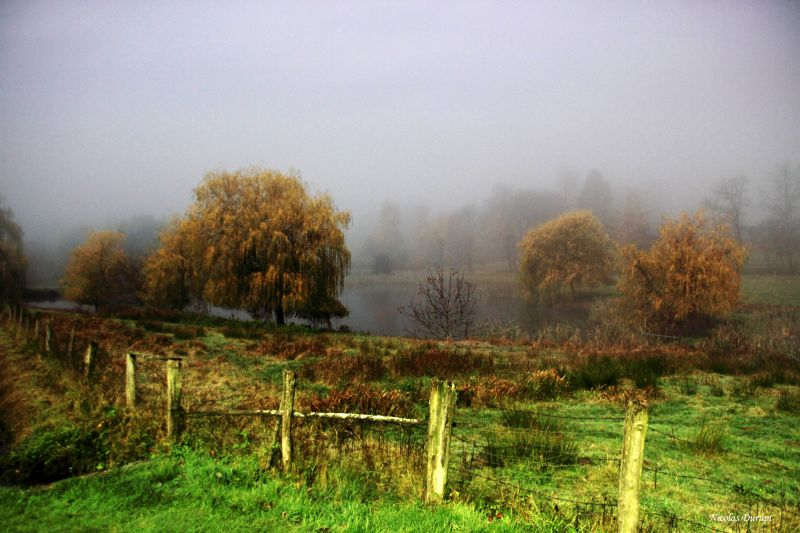
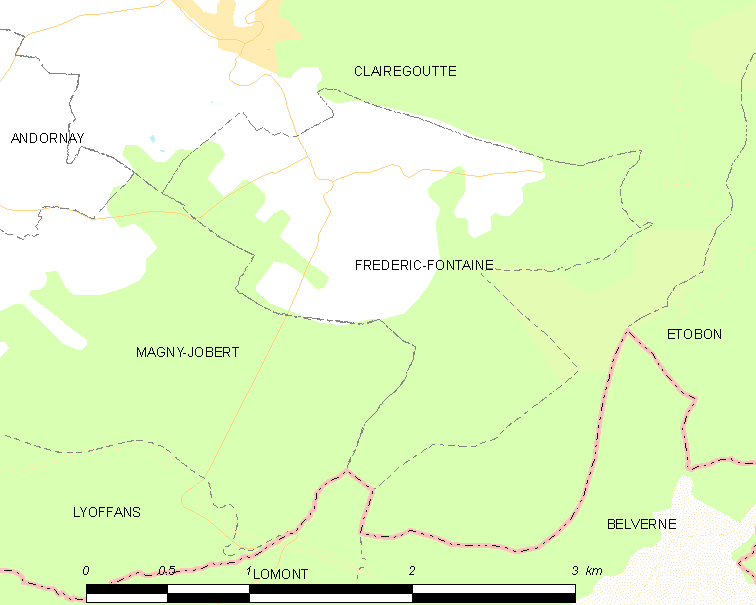
Карта коммуны